# Сочинський цирк
Сочинський державний цирк — культурно-розважальний заклад в Хостинському районі міста Сочі, Краснодарський край, Росія.
Будівля побудована за проектом групи архітекторів під керівництвом Ю. Л. Шварцбрейна в 1971 (за цю роботу архітектори і будівельники були удостоєні Державної премії СРСР).

 Автор масок на фризі будівлі — сочинський скульптор Віктор Ілліч Глухов.

 Зал вміщає 2000 глядачів. Сучасна будівля цирку побудовано поруч зі старим будинком цирку на 1200 місць, відкритого 16 липня 1955 і побудованого за проектом архітектора А. Стельмащука.
Директор — Погосов Аркадій Хачатурович.
На арені сочинського цирку виступали артисти: Валентин Філатов, Юрій Дуров, Рум'янцев Михайло Миколайович, Олег Попов, Юрій Нікулін, Ірбек Кантеміров, Мстислав Запашний, Ігор Кіо, Алан Бутаєв та інші.

 Також на арені сочинського цирку виступали іноземні артисти з Болгарії, Китаю, Німеччини, Польщі, Румунії, Югославії, Монголії та інших країн.
Постійно проводяться в цирку і виступи артистів естради:

 Кобзон Йосип Давидович, Зикіна Людмила Георгіївна, Леонтьєв Валерій Якович, Всеволод Абдулов та інші.
Крім організації концертів цирк надає додаткові послуги: катання на конях, фотографування на слонах, відвідування закулісної частини для огляду тварин.

## Адреса
Вул. Депутатська,8 354002 м.Сочі, Росія